# 요도구멍
요도구멍(urinary meatus, /miːˈeɪtəs/; 복수형: meati 또는 meatuses; 요도구) 또는 바깥요도구멍(external urethral orifice; 외요도공, 외요도구)은 방광의 바닥부터 신체의 표면까지의 연결해주는 요도의 끝을 말한다. 남자의 요도구와 여자의 요도구는 다르다.
요도구를 통해서 자위를 하는 경우도 있으며 요도플이라고 한다. 하지만 요도구를 통해서 질병에 걸리기도 하며 매우 위험하다. 남성의 요도구는 포피에 싸여있기도 하고 아닌 경우도 있다. 여성의 경우는 소음순에 의해 보호 된다.

## 인간 남성

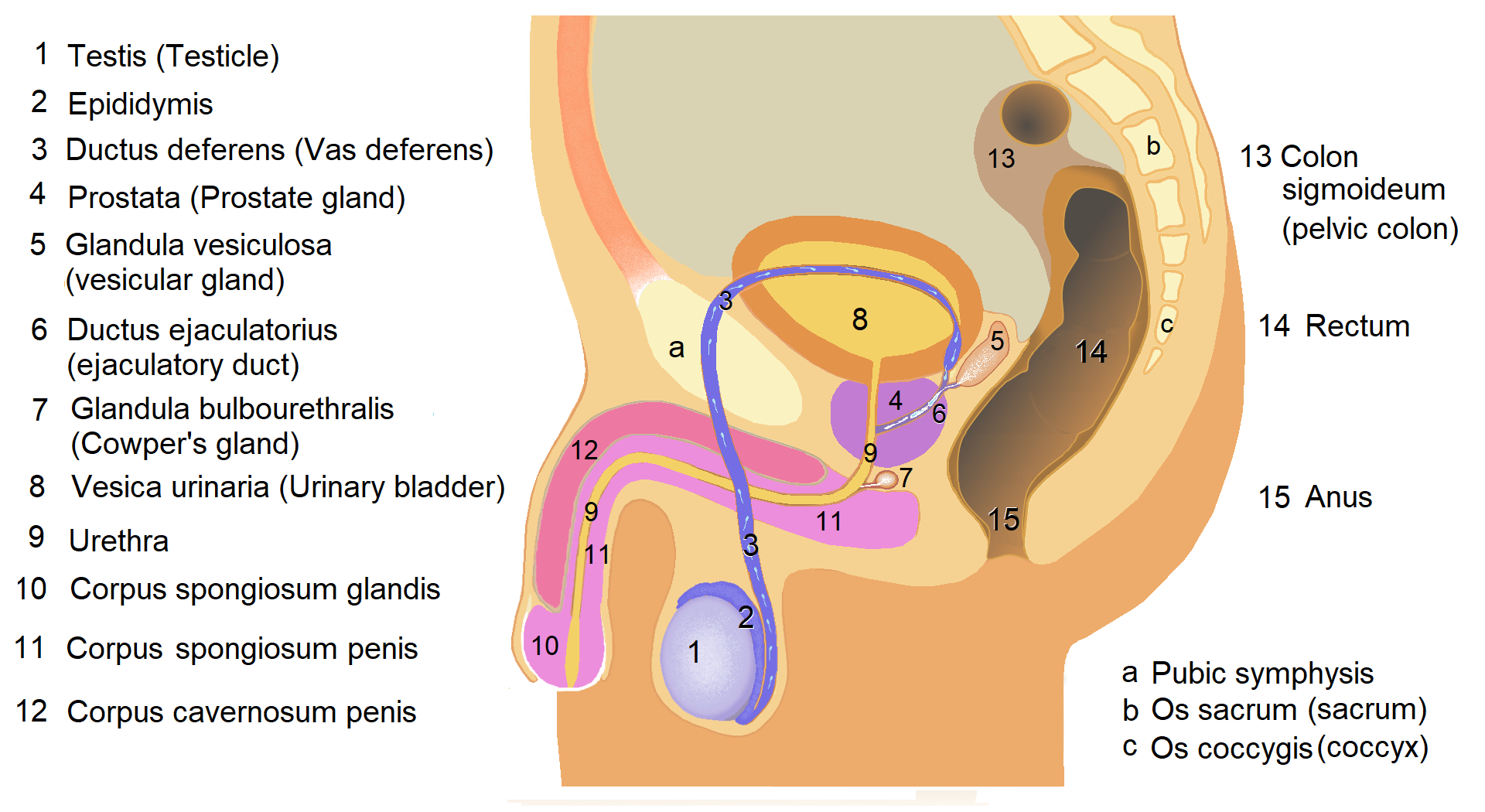
남성의 내부 성 해부학 그림

## 인간 여성

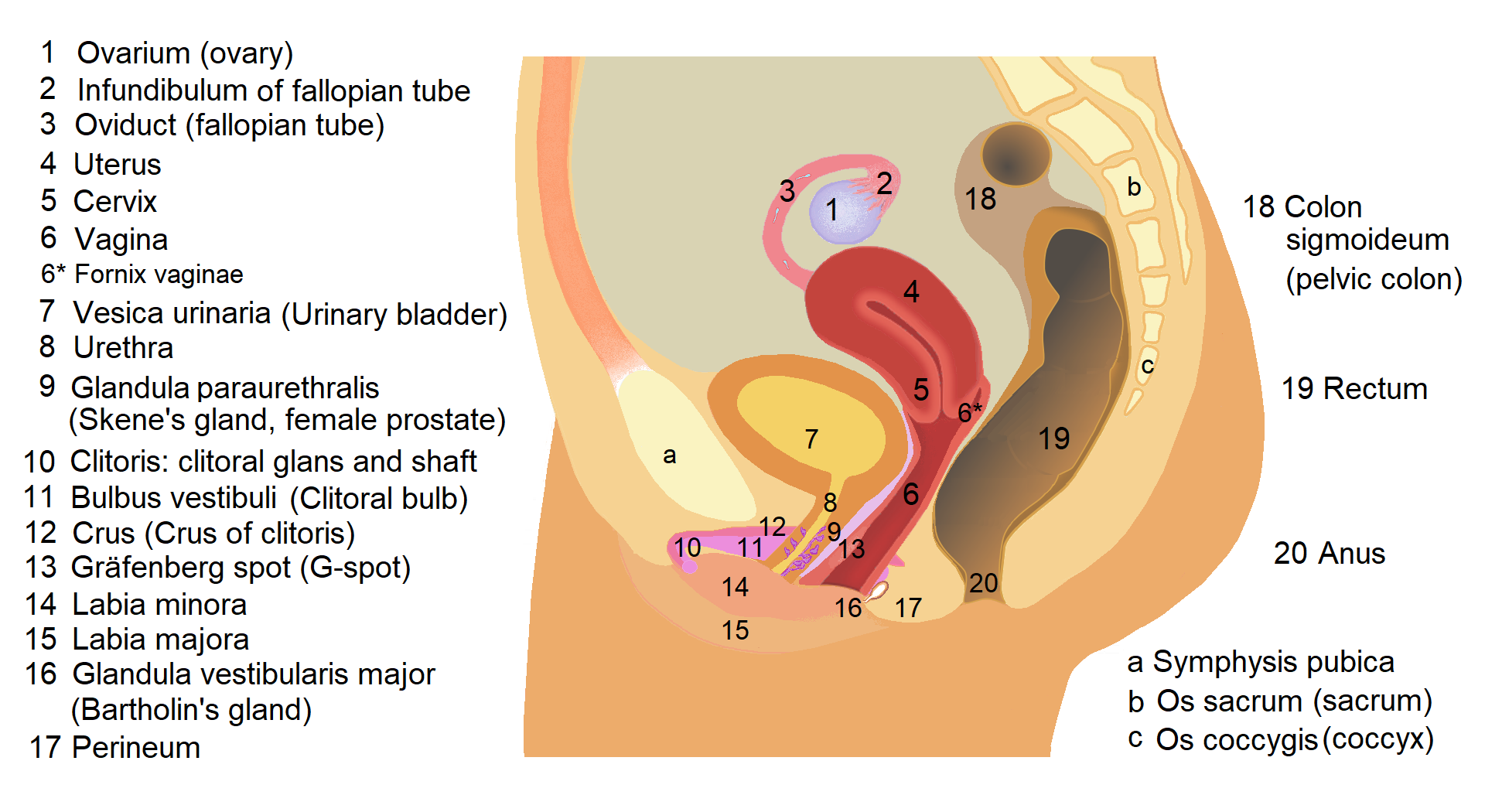
여성 생식계의 측면 해부학적 관점

## 같이 보기
- 몸 구멍
- 질 어귀